# Negu Gorriak (álbum)
Negu Gorriak es el primer y homónimo LP de Negu Gorriak. Apareció en junio de 1990, editado por la discográfica independiente Oihuka.
El secretismo en torno al nuevo proyecto de Negu Gorriak fue total. No iban a dar conciertos y tampoco se sabía nada del nuevo disco que estaban grabando. La primera «presentación» del material que conformaría Negu Gorriak fue con motivo del concierto que Public Enemy dieron en París el 4 de abril de 1990. Los tres componentes de Negu Gorriak organizaron un viaje en autobús para ver a los neoyorquinos en el que sonaron las grabaciones que venían realizando.
En junio de ese año, se presentó el primer álbum del grupo. El disco fue editado por Oihuka. El grupo tenía claro que deseaba moverse desde la independencia, por lo que la elección de sello le resultó fácil a la banda: «para mí, hoy en día, hay una única discográfica, Oihuka», había declarado meses antes el propio Fermin.
La crítica musical, de manera más o menos unánime, clasifica el disco como un álbum iniciático que, no obstante, presentaba buenas maneras e ideas que luego fueron perfecionándose en sus siguientes lanzamientos.
Los singles con los que se promocionó Negu Gorriak fueron «Radio Rahim» y «Bertso-Hop», lanzados en junio y en diciembre, respectivamente, por Oihuka.
En 1996, el sello Esan Ozenki, del que eran propietarios Negu Gorriak, adquirió los derechos del álbum y lo reeditó en CD con un nuevo encarte (con las letras traducidas al castellano, inglés y francés) y con un tema extra: «Gaberako aterbea», que había aparecido en Txerokee, Mikel Laboaren Kantak, un disco tributo a Mikel Laboa (Elkar/IZ, 1990).

## Lista de canciones
| Disco original, 1990 1. Esan ozenki («Dilo en alto») 2. Irakatsi ziguten historia («La historia que nos enseñaron») 3. NG dator («NG viene») 4. Azken tangoa («El último tango») 5. Nahi duzuena (Milenioa 2) («Lo que queráis —Milenio II—») 6. Amodiozko kanta («Canción de amor») 7. Bertso-Hop 8. Radio Rahim 9. Seinalea («La señal») 10. Nire bizitza osoa («Toda mi vida») 11. Malkoak («Lágrimas») 12. Napartheid 13. Raggamuffin jaia («Fiesta raggamuffin») 14. Bide baten bila («En busca de un camino») | Reedición de Esan Ozenki, 1996 1. Esan ozenki («Dilo en alto») 2. Irakatsi ziguten historia («La historia que nos enseñaron») 3. NG dator («NG viene») 4. Azken tangoa («El último tango») 5. Nahi duzuena (Milenioa II) («Lo que queráis —Milenio II—») 6. Amodiozko kanta («Canción de amor») 7. Bertso-Hop 8. Radio Rahim 9. Seinalea («La señal») 10. Nire bizitza osoa («Toda mi vida») 11. Malkoak («Lágrimas») 12. Napartheid 13. Raggamuffin jaia («Fiesta raggamuffin») 14. Bide baten bila («En busca de un camino») 15. Gaberako aterbea («Refugio nocturno») |

Todas las canciones son de Negu Gorriak excepto «Bide baten bila» (versión del «Find a way» de Rich Kids on LSD) y «Gaberako aterbea» (versión del mismo tema de Mikel Laboa).
Todas las letras escritas por Negu Gorriak excepto «Gaberako aterbea» escrita por Mikel Laboa a partir de un poema de Bertolt Brecht y «Nahi duzuena (Milenioa II)», escrita por Xabier Montoia.

## Personal
- Fermin Muguruza: cantante.
- Iñigo Muguruza: guitarra y voz.
- Kaki Arkarazo: guitarra, voz y técnico de sonido.

El disco fue producido por los propios Negu Gorriak. El grupo estaba formado por Fermin, Iñigo y Kaki. Como batería utilizaron una caja de ritmos y diferentes samplers.